# Anthracothorax viridis
El mango portorriqueño o zumbador verde (Anthracothorax viridis), también denominado mango verde, colibrí verde, mango puertorriqueño verde o  zumbador verde de Puerto Rico, es una especie de ave apodiforme de la familia Trochilidae, perteneciente al género Anthracothorax. Es endémico de Puerto Rico. 

## Distribución y hábitat
Se distribuye únicamente en la isla principal de Puerto Rico.
Esta especie es un residente común en sus hábitats naturales: las plantaciones y bosques de las montañas del centro y oeste de la isla. Es raro en las áreas costeras. Es más común en altitudes entre 800 y 1200 m.

## Descripción
Mide entre 11 y 14 cm de longitud y pesa en promedio 7 g. Los sexos son parecidos. El pico es negro y ligeramente curvado. La cola de las hembras adultas muestran color rojo-marrón muy oscuro por la parte inferior y termina con una bien diminuta mancha blanca, la cola de los machos es azul oscuro. La coloración dorsal y el vientre de las hembras es similar a los machos con brillo menos intenso. Las coloración general de cuerpo es levemente menos intensa en la parte dorsal. La coloración no es uniforme entre individuo e individuo, varían desde color verde intenso hasta violeta-negro.

## Alimentación
Por lo general, se alimentan del néctar en flores de Heliconia.

## Sistemática

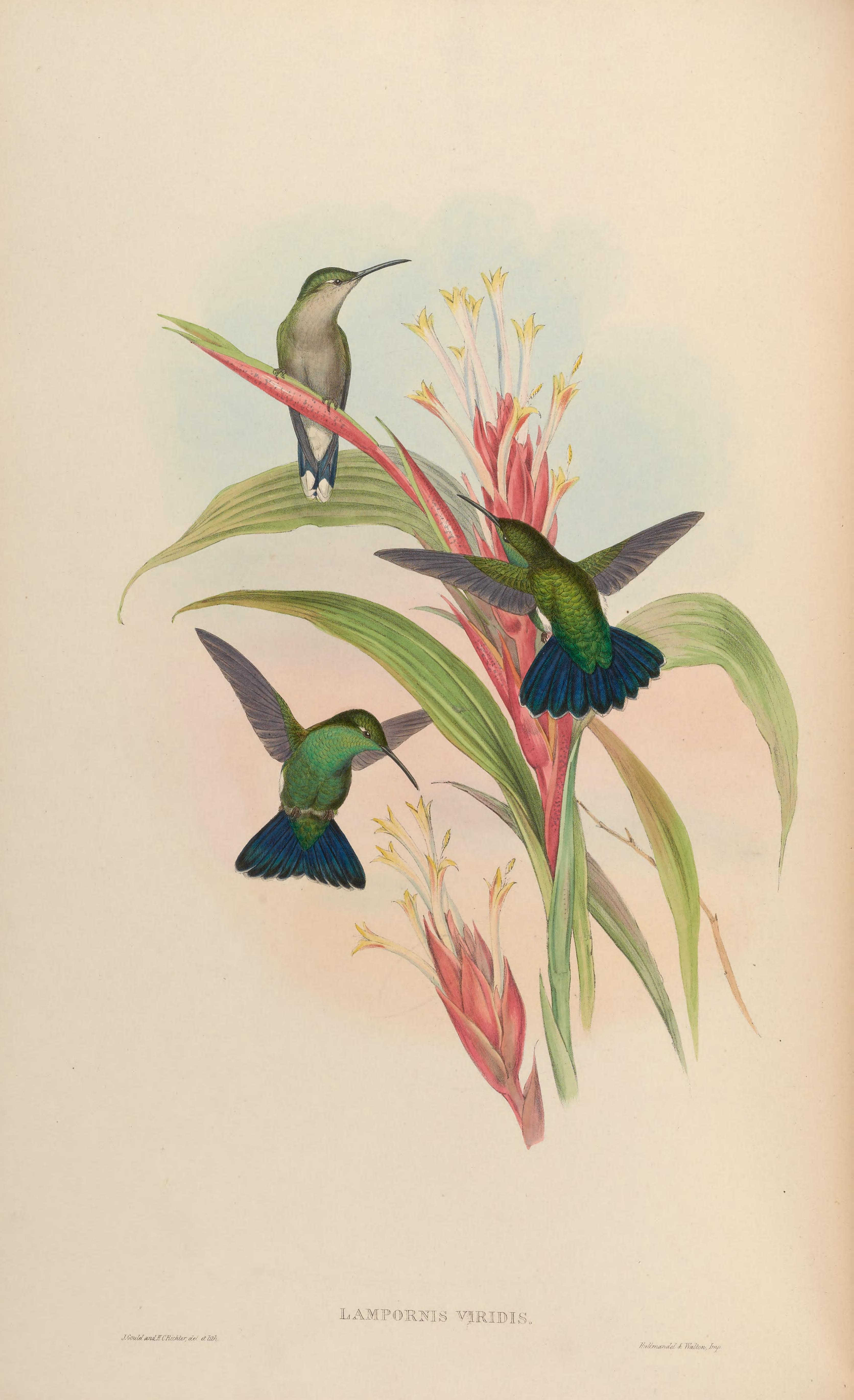
Lampornis viridis sinónimo de Anthracothorax viridis, ilustración de Gould y Richter en A monograph of the Trochilidae, or family of humming-birds vol. 2, 1861.

### Descripción original
La especie A. viridis fue descrita por primera vez por los naturalistas franceses Jean-Baptiste Audebert y Louis Pierre Vieillot en 1801 bajo el nombre científico Trochilus viridis; su localidad tipo es: «îles de l'Amerique Septentrionale», restringido para «Puerto Rico».

### Etimología
El nombre genérico masculino «Anthracothorax» se compone de las palabras del griego «anthrax» que significa ‘carbón’, y «thōrax» que significa ‘pecho’; y el nombre de la especie «viridis», en latín significa ‘verde’.

### Taxonomía
Es monotípica. Las relaciones de esta especie son inciertas. Los estudios filogenéticos recientes con base en el espectro de color de plumaje, indican que esta especie se agrupa con Campylopterus.